# Sjarhej Štanjuk
Sjarhej Pjatrovič Štanjuk (in bielorusso Сяргей Пятровіч Штанюк?, in russo Сергей Петрович Штанюк?, Sergej Petrovič Štanjuk; Minsk, 13 agosto 1973) è un ex calciatore bielorusso, di ruolo difensore.

## Carriera

### Club
Durante la sua carriera ha giocato con numerose squadre di club, tra cui principalmente la Dinamo Mosca, con cui conta 138 presenze e 11 gol.

### Nazionale
Conta 72 presenze e 3 reti con la Nazionale bielorussa.